# Danilo Petrović Njegoš
Danilo Petrović Njegoš (crnog. ćiril. Данило Петровић Његош), poznat i kao Danilo Šćepčević (Njeguši, oko 1670. – Manastir Podmaine 11. siječnja 1735.), crnogorski vladika od 1697. do 1735. godine; utemeljitelj crnogorske dinastije Petrović Njegoš, četvrte i posljednje dinastije u nacionalnoj povijesti Crnogoraca.

## Životopis
Rodio se u Njegušima u obitelji trgovca Šćepana Kaluđerovića i majke Ane koja je kasnije postala monahinja. Imao je brata Radula, poznatijeg kao Rade Ščepćev. Poslije smrti vladike Save Očinića 1696. izbili su sukobi oko izbora novog vjerskog poglavara. Danila je izabrala plemenska skupština 1697. godine na prijestolje tada faktički neovisne Pravoslavne crkve u Crnoj Gori, jer Danilo nije priznao autoritet patrijarha u Peći. Od njegova vremena, crnogorske vladike (mitropoliti) su bili i državni poglavari.
Njegoš je opjevao vladiku Danila u Gorskom vijencu (knjiga tiskana 1847.) kao pokretača "istrage poturica", odnosno, pokolja Crnogoraca koji su, na prostoru u to vrijeme slobodnoga teritorija crnogorske države primili islam. 
No, u historiografiji nema pouzdanih podataka da se početkom 18. stoljeća taj događaj uistinu dogodio.

## Titula mitropolita Danila
U tituli mitropolita Danila se ne spominje crnogorsko ime, samo skenderijsko i primorsko. Povjesničar Andrija Luburić u knjizi Porijeklo i prošlost Dinastije Petrović navodi više njegovih pisama i u svima titula je ista. Tako u pismu iz 1704. godine, između ostaloga piše: Danil, božijeju milostiju mitropolit skenderski i primorski.  I Johann Georg Kohl u knjizi Putovanje u Crnu Goru opisuje zvono koje je izliveno u Mlecima u vrijeme mitropolita Danila. Na zvonu je pisalo: Daniel Mitropolita di Scanderia ed oltra Marina... anno 1718. Savo Brković je isto tvrdio za vladiku Danila, iako po pitanju vladike Save griješi, jer je on imao u ranijem period jednaku titulu kao i Danilo. I u gramati ruskog cara Petra Velikog Danilo je spomenut kao mitropolit skenderijski i primorski.